# Grammoechus albosparsus
Grammoechus albosparsus là một loài bọ cánh cứng trong họ Cerambycidae.